# Praha hlavní nádraží
Praha hlavní nádraží (Praha hl.n.; pol. dworzec Praga Główna) – główna stacja i dworzec kolejowy w Pradze (przy ulicy Wilsonovej 300/8).
Pierwszy dworzec został otwarty w 1871 roku przez Franciszka Józefa I. Pod nazwą Kaiser-Franz-Joseph-Bahnhof był końcowym przystankiem linii kolejowej z Wiednia przez Czeskie Budziejowice (fragment kolei Kaiser-Franz-Josephs-Bahn). W następnych latach dochodziły połączenia w innych kierunkach z kolejnymi miastami.
W latach 1901–1909 dworzec rozbudowano i przebudowano w stylu secesyjnym pod kierunkiem Josefa Fanty. Przed dworcem stanął pomnik cesarza Franciszka Józefa I, który obecnie znajduje się w praskim lapidarium.

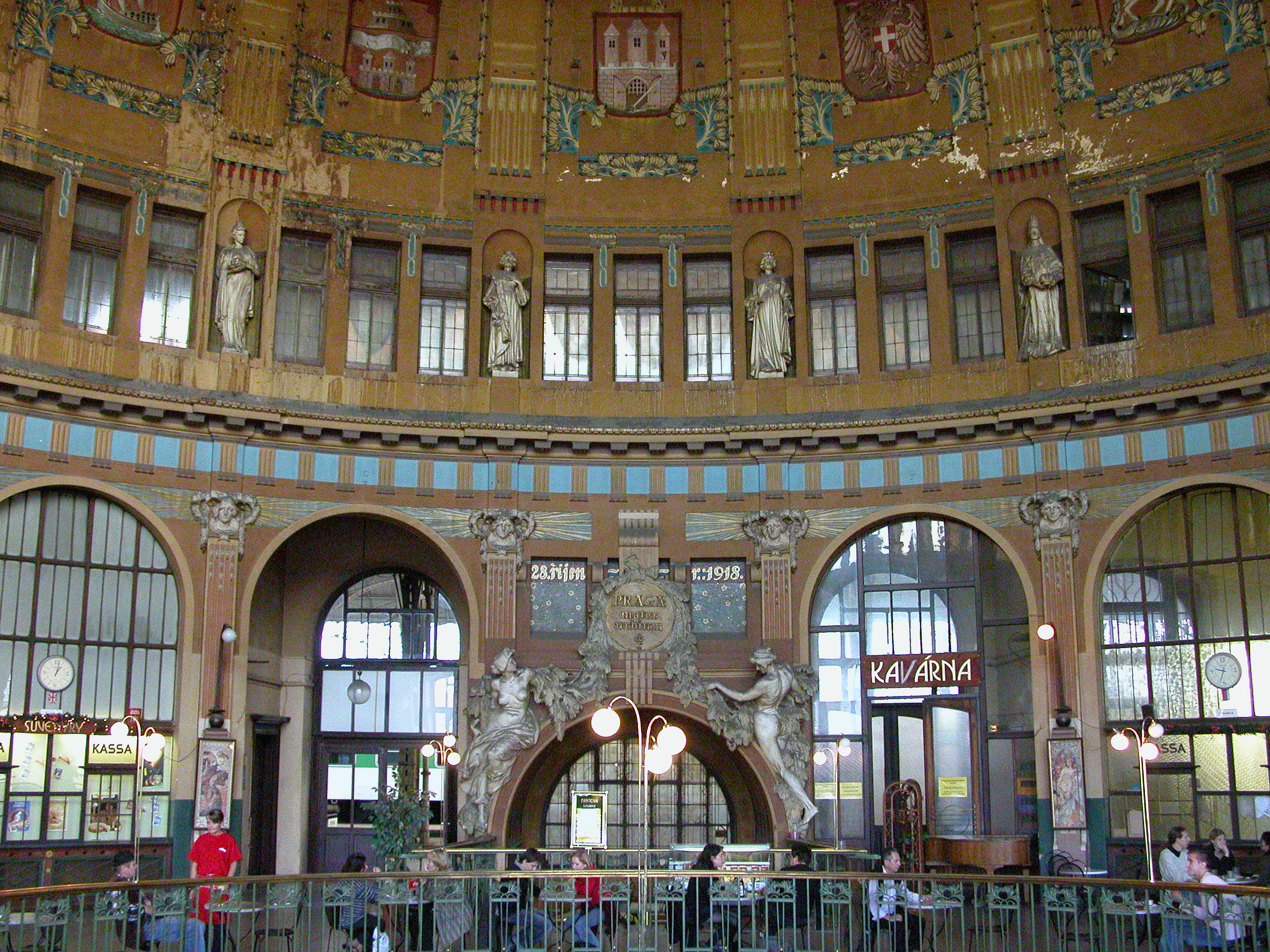
Kawiarnia w secesyjnych wnętrzach

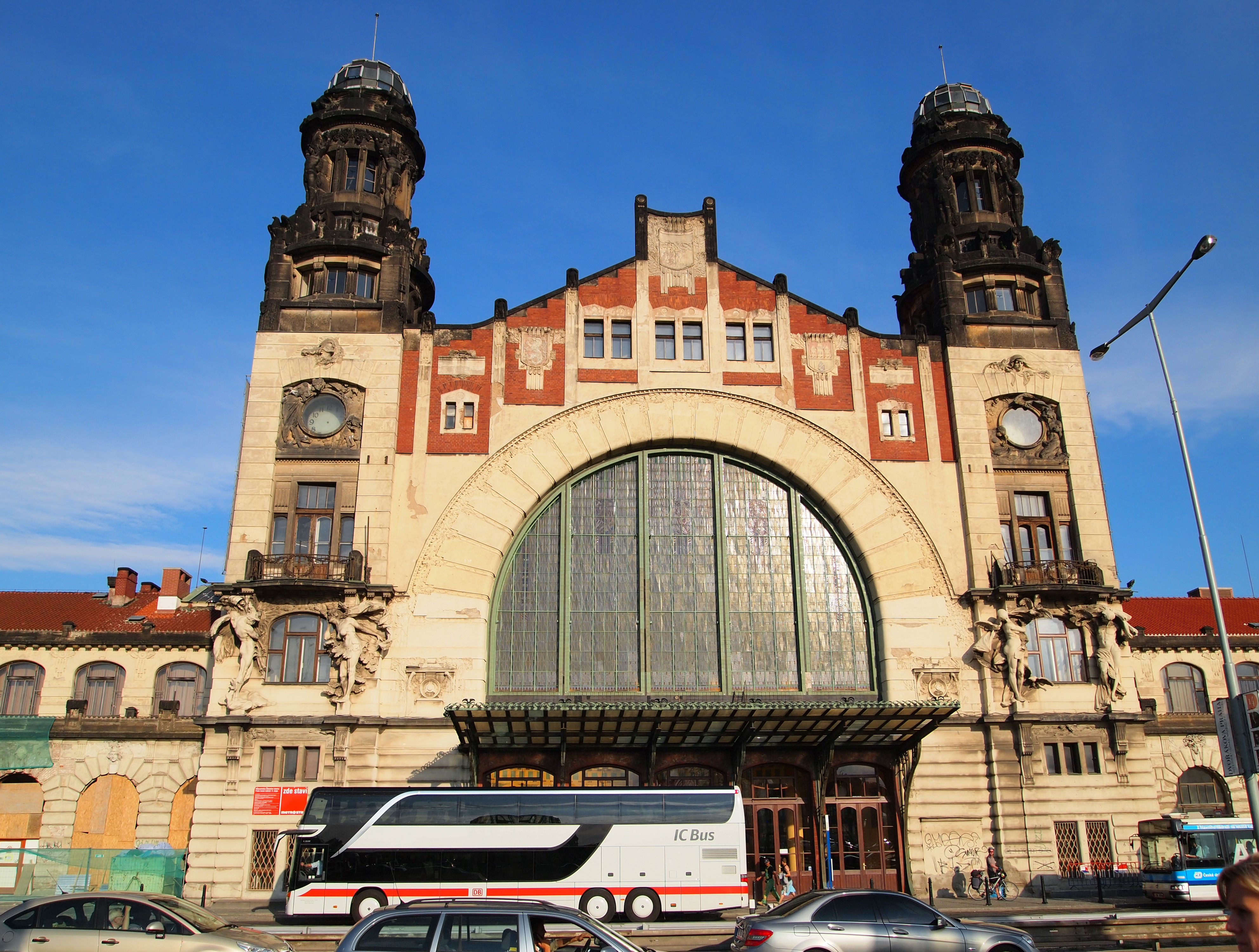
Wejście do starej części budynku

Po powstaniu Czechosłowacji dworzec przemianowano na Praha Wilsonovo nádraží – od nazwiska prezydenta Stanów Zjednoczonych – Woodrowa Wilsona, którego uznano za współautora nowego państwa Czechów i Słowaków. W miejscu pomnika cesarskiego stanął prezydencki, który zniszczono na rozkaz Protektora Czech i Moraw Reinharda Heydricha po wypowiedzeniu wojny USA przez Niemcy w 1941 roku.
Po II wojnie światowej dworzec do 1953 roku (inne źródła mówią o 1948) ponownie nosił nazwisko amerykańskiego prezydenta, po czym zmieniono nazwę na Praha hlavní nádraží. Po 1989 roku nazwa ta nadal obowiązuje, choć rzadko stosuje się również nieoficjalną – Nádraží prezidenta Wilsona. Również na niektórych mapach pojawiają się obie nazwy.
W okresie komunistycznym dworzec uzyskał nowy terminal, z którego obecnie korzystają podróżni. W 1974 roku do dworca dotarło metro. Dawne secesyjne hale funkcjonują jako wyższa kondygnacja i mieszczą się w nich m.in. kawiarnie i księgarnia.

## Połączenia kolejowe
Główny dworzec kolejowy jest międzynarodowym węzłem komunikacyjnym, z wieloma bezpośrednimi liniami dziennymi i nocnymi za granicą. Międzynarodowe linie bezpośrednie obsługują České dráhy we współpracy z przewoźnikami zagranicznymi, połączenia na Słowację obsługują także pociągi RegioJet, Leo Express i ARRIVA, RegioJet kursuje także do Wiednia, Budapesztu i Przemyśla.

## Połączenia z innymi środkami transportu
Linia C praskiego metra prowadzi do stacji – stacja Hlavní nádraží. Dostęp do niego znajduje się w podziemnej hali odpraw. Tramwaje kursują z przystanku Hlavní nádraží, który znajduje się przy ulicy Bolzanova, około 250 metrów od wyjścia ze stacji. Nad nową halą dworca, przed wejściem do zabytkowego budynku, w pobliżu Magistrali Północno-Wschodniej, znajduje się także przystanek autobusowy, z którego odjeżdżają różne połączenia międzynarodowe i krajowe, w tym linie nocne 905 i 911 oraz Airport Express linia odjeżdża stąd co 15 do 30 minut na port lotniczy im. Václava Havla w Pradze (AE). Na terenie obiektu znajduje się także płatny parking oraz postój taksówek. W pobliżu znajduje się także stacja kolejowa Masaryk, oddalona o 500 metrów w linii prostej i 10 minut spacerem. Z trzech przejść podziemnych dla pieszych pod peronem najbardziej na północ znajduje się ten, który prowadzi do dzielnic Žižkov i Vinohrady. Od jego wyjścia w odległości ok. 350 m znajduje się przystanek linii autobusowej nr 135, a w odległości ok. 400 m przystanek linii autobusowej nr 101.
| Praha hlavní nádraží    |  |                             |
| Linia 011 Praga – Kolín |  |                             |
|                         |  | Praha-Libeň odległość: ? km |